# Алекян, Гегам Багратович
Гегам Багратович Алекян (арм. Գեղամ Բագրատի Ալեքյան; 23 марта 1912 года, Вагаршапат, Эриванская Губерния — 10 апреля 1998 года) — государственный и политический деятель, Первый секретарь ЦК ЛКСМ Армении.

## Биография
Родился 23 марта 1912 года в семье земледельцев, в городе Вагаршапате (Эчмиадзин).
В 1921 году Гегам начал обучение в местной школе второй ступени и окончил её спустя 11 лет. За год до завершения учебы школа была преобразована в хлопководческий техникум. Тогда же и начался его путь в пионерию. С ноября 1931 года он стал председателем Вагаршапатского районного пионерского бюро, а с февраля 1934-го уже зампред Центрального пионерского бюро при ЦК ЛКСМ Армении. Пройдя в Москве 6-месячные курсы вожатых, возглавил пионерский отдел ЦК комсомола республики.
В 1937 году ему доверили пост ответственного редактора газеты «Пионер канч», а через три года он уже первый секретарь Ереванского горкома комсомола. С начала 1942 года, когда в Великую Отечественную войну вовлечена была вся страна, руководитель армянских коммунистов Григорий Арутинов выдвинул Гегама Алекяна в первые секретари ЦК ЛКСМ Армянской ССР. В этой должности он проработал до 1948 года.
В августе 1948 года Алекян был избран третьим, а в ноябре — вторым секретарем Ереванского горкома партии. В июле 1950-го его выдвигают в первые секретари Эчмиадзинского райкома партии. В феврале 1952 года, с созданием новых административных единиц, он возглавляет Ленинаканский окружной комитет партии. После ликвидации окружкомов Алекяну предложили работу в аппарате ЦК КПА — заведующим отделом партийных органов. Затем перевели в Министерство культуры — поднимать идейно-эстетический уровень трудящихся.
С 1960 по 1966 год Алекян проработал начальником Управления местной промышленности и бытового обслуживания населения республики, а после преобразования управления в министерство возглавил Министерство бытового обслуживания. Оттуда в 1974 году и вышел на заслуженный отдых персональным пенсионером союзного значения. Пройдет еще 18 лет, и в один из дней, уже гражданин независимой Армении, проснется он рядовым пенсионером.
Гегам Алекян был делегатом X—XIII съездов КП Армении, XIX съезда КПСС, с 1948 по 1976 год состоял членом ЦК КПА, а с 1948 по 1954 год — членом бюро ЦК КПА. Избирался депутатом V созыва (1950—1953) Верховного Совета СССР и II, V—VIII созывов Верховного Совета Армянской ССР. Награжден тремя орденами Трудового Красного Знамени (1944, 1967, 1971) и орденом «Знак почета» (1948).

## Трудовая и общественная деятельность
- С сентября 1937 г. по октябрь 1940 г. — ответственный редактор газеты «Пионер канч»
- С октября 1940 г. — первый секретарь Ереванского горкома комсомола, а с января 1942 г. — первый секретарь ЦК комсомола Армении. На этой должности работал до августа 1948 года
- С августа 1948 г. — второй секретарь Ереванского горкома партии
- С июля 1950 г. — первый секретарь Эчмиадзинского райкома партии
- С февраля 1952 г. — первый секретарь Ленинаканского окружного комитета КП Армении
- С января 1957 г. — первый секретарь Мартунинского райкома партии
- С октября 1960 по 1966 гг. — начальник Главного управления местной промышленности и бытового обслуживания Армении, а с 1966 г. по апрель 1974 г. — министр бытового обслуживания республики.
- С 1974 г. — персональный пенсионер союзного значения.

## Семья
У Гегама 5 детей, которые ему дали 9 внуков и 10 правнуков. Сын Баграт Алекян — руководитель отделения рентгенохирургии в Научном Центре сердечно-сосудистой хирургии им. Бакулева.

## Книги
- Молодежь Армении в Великой Отечественной войне (1979)
- Славный путь Ленинского комсомола Армении (1981)
- Воспоминания и размышления (1995)
- Жизнь и дело (2002)

## Достижения
- Три ордена Трудового Красного Знамени (8.02.1944, 1967, 1971).
- Орден «Знак Почёта» (1948).
- Медаль «За трудовую доблесть» (26.09.1960).
- Другие медали.